# Erik Lamela
Erik Manuel Lamela (Carapachay, Argentina, 4 de març de 1992) és un futbolista professional argentí. Juga com a volant creatiu, i també com a extrem dret, actualment a l'AEK Atenes.
Lamela va començar la seva carrera al River Plate i el 2011 fou cedit a la Roma per 12 milions d'euros inicials. Després de dues temporades de la Sèrie A, va fitxar pel Tottenham per una quota de 25,8 milions de lliures. Internacional absolut des del 2011, va formar part de la selecció argentina que va quedar subcampiona a les edicions 2015 i 2016 de la Copa Amèrica.

## Biografia
Lamela va néixer el 4 de març de 1992 en un suburbi del nord de Buenos Aires, Argentina. La seva família li va donar el sobrenom de "Coco". Després d'haver-se unit al River Plate quan tenia set anys, el FC Barcelona va oferir a Lamela i a la seva família 100.000 lliures a l'any, així com una casa i una feina per als seus pares, per traslladar-se a la ciutat de Barcelona, en un acord similar al la que va veure com Lionel Messi es va traslladar a Espanya de jove. L'any 2004, un equip de filmació de Trans World Sport va viatjar a l'Argentina per entrevistar unLamela, de 12 anys, que ja era notícia després de marcar 120 gols amb el conjunt juvenil de River Plate la temporada anterior. En el vídeo, Lamela manifesta el seu desig de seguir els passos de Diego Maradona i guanyar un Mundial per l'Argentina.

## Carrera de club

### River Plate
Lamela va debutar amb el primer equip amb el River Plate el 14 de juny de 2009 en un partit contra el Tigre per al torneig de Clausura de 2009. Va entrar al camp al minut 80, substituint Robert Flores. Lamela va marcar el seu primer gol amb River el 5 de desembre de 2010 en un partit contra Colón pel torneig Apertura. Va marcar el seu segon gol contra el Lanús en l'últim partit d'aquell Apertura, ajudant River a guanyar el partit per 4–2.
El migcampista va ser titular habitual de River durant la temporada 2010-11 de la primera divisió argentina, jugant 34 partits i marcant quatre gols. Va ajudar el seu equip a acabar en una sisena posició general que els hauria classificat per a la Copa Sudamericana 2011. A causa del format de descens de la Primera Argentina que suposa les tres darreres temporades d'un equip, però, River va baixar després de perdre un playoff amb CA Belgrano.

### Roma

#### Temporada 2011-12

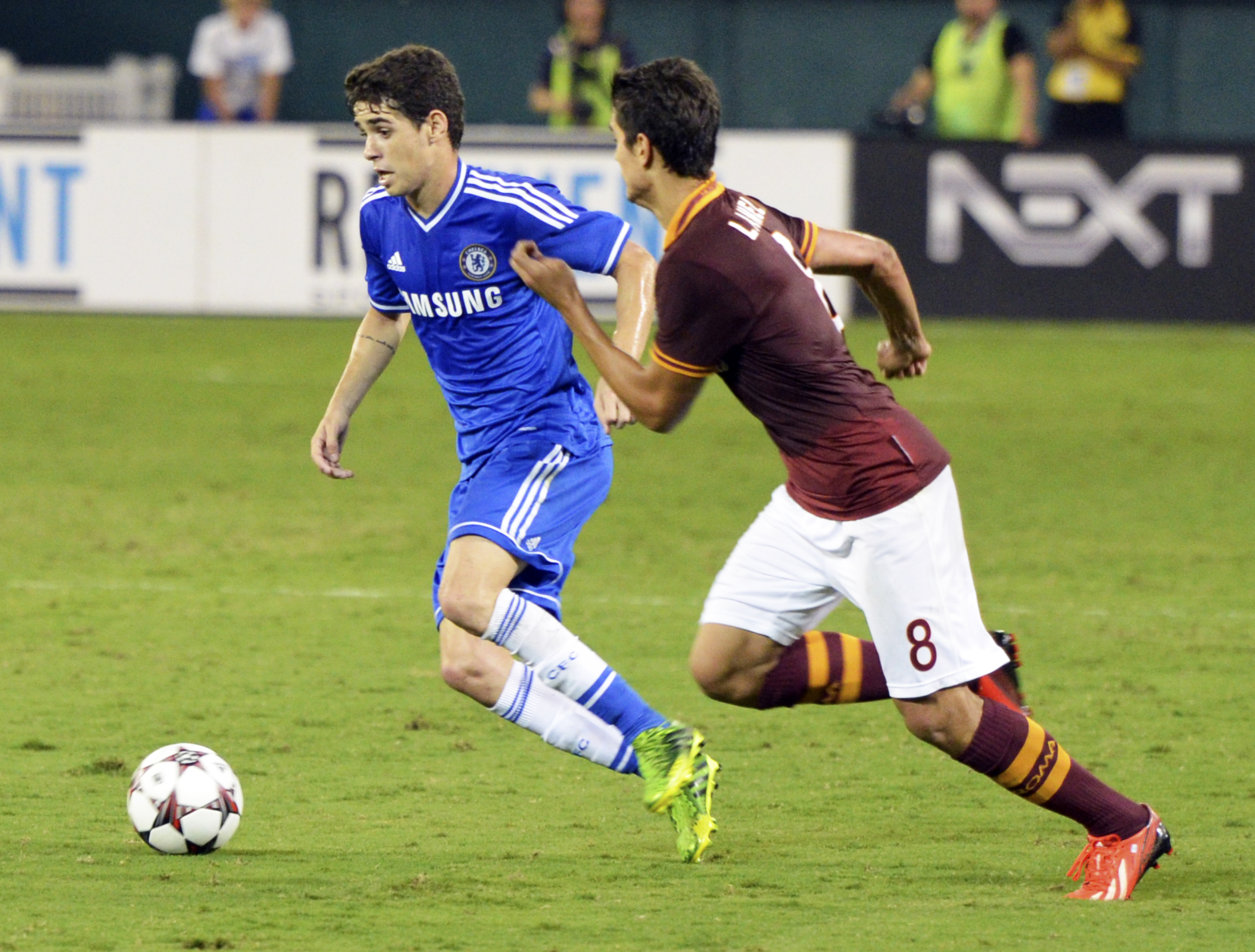
Lamela (dreta) jugant a la Roma contra el Chelsea FC el 2013

El 6 d'agost de 2011, Lamela va fitxar pel club italià Roma de la Sèrie A per una quota de 12 milions d'euros, més 2 milions d'euros en bonificacions, que es va activar després de la seva 20a aparició al club. La Roma també va pagar 3,2 milions d'euros addicionals a Orel BV —més un 10% del valor afegit si el jugador es va vendre després per sobre dels 12 milions d'euros— i 3,06 milions d'euros en forma d'impostos al Govern de l'Argentina. Lamela va signar un contracte de 5 anys per valor d'1,8 milions d'euros bruts la primera temporada, però augmentaria progressivament en 350.000 euros l'1 de juliol de 2012 (fins a 2,15 milions), 2014 (2,5 milions) i 2015 (2,85 milions). El 23 d'octubre de 2011, va marcar el seu primer gol a la Sèrie A contra el Palerm. Més tard, va marcar gols contra el Lecce, Novara Calcio, i l'Cesena. Lamela va acabar la seva primera temporada a l'Estadi Olímpic amb sis gols en 31 partits en totes les competicions.

#### Temporada 2012-13
Lamela va començar bé la temporada 2012-13, el seu primer gol de la temporada va arribar contra el Bolonya el 16 de setembre de 2012. Lamela va aconseguir un excel·lent estat de forma a l'octubre i principis de novembre, marcant set gols en sis partits, inclòs un doblet contra l'Udinese en una derrota a casa per 3-2 i gols contra l'Atalanta, el Genoa, el Parma i el Palerm. També va marcar un gol al Derby della Capitale contra la Lazio. Després de gairebé un mes de baixa amb una lesió al lligament del turmell, va tornar al camp i va marcar un doblet contra l'AC Milan en la victòria per 4-2 el 22 de desembre.
Lamela va marcar 15 gols en 33 partits, cosa que el va situar en cinquè lloc a la Sèrie A i segon després del davanter Pablo Osvaldo (16 gols) a la Roma. La temporada de Lamela i Roma, però, va acabar amb dolor de cor amb la derrota davant la Lazio, rival de Roma, a la final de la Copa Itàlia, juntament amb la sisena posició a la Sèrie A, la qual cosa significa que la Roma no jugaria a futbol europeu per segona temporada consecutiva.

### Tottenham Hotspur
El 30 d'agost de 2013, el club de la Premier League Tottenham Hotspur FC va completar el traspàs de Lamela des de la Roma per un acord inicial de 25,8 £. milions, més fins a 4,2 £ milions en pagaments de bonificació. La quota de Lamela el va convertir en el jugador més car de la història del club, batent els dos rècords anteriors que s'havien establert abans en el mercat de fitxatges, primer de Paulinho i després de Roberto Soldado.

#### Temporada 2013-14
L'1 de setembre, Lamela va debutar amb el Tottenham com a substitut al minut 75 en una derrota per 1-0 en el derbi del nord de Londres davant l'Arsenal a l'Emirates Stadium. El 19 de setembre, va fer la seva primera sortida amb el Tottenham contra el Tromsø IL a la UEFA Europa League, assistint a Jermain Defoe per al primer gol del Tottenham en la victòria per 3-0 al White Hart Lane. El 22 de setembre, va assistir al gol de la victòria de Paulinho en el temps de descompte després de jugar com a substitut en la victòria del Tottenham per 1-0 al Cardiff City.
El 29 d'octubre, quan Lamela encara no ha començat un partit de la Premier League, l'entrenador del Tottenham, André Villas-Boas, va dir sobre el jugador: "Sap que no està produint la meitat del que pot produir, però entén que la situació ara és que ha de competir pel seu lloc". El 7 de novembre, Lamela va marcar el seu primer gol amb el club en la victòria per 2-1 a l'Europa League contra l'Sheriff Tiraspol. Disset dies després, va fer la seva primera sortida a la Premier League quan el Tottenham va ser derrotat per 6-0 pel Manchester City. La seva temporada es va acabar amb una lesió a l'esquena l'abril de 2014.

#### Temporada 2014-15
La temporada 2014-15 va veure Lamela establir-se com a titular habitual amb Mauricio Pochettino, el nou entrenador argentí del Tottenham.
Va ser a l'alineació titular per al partit inaugural de la temporada de la Premier League 2014-15 contra el West Ham United, fent la seva primera aparició el 2014. Va pagar la fe del seu nou entrenador en els dos partits següents assistint dues vegades després de sortir de la banqueta en una victòria per 2-1 contra l'AEL Limassol el 21 d'agost, i assistir dues vegades més en la victòria per 4-0 contra Queens Park Rangers tres dies després a White Hart Lane.
Lamela va marcar els seus primers gols de la temporada el 23 d'octubre, un doblet en la victòria per 5-1 sobre el club grec Asteras Trípoli a la Lliga Europa. El seu primer gol va ser un gol a la rabona des de fora de l'àrea, el gol va ser elogiat per la BBC com a brillant i per ITV com "de classe mundial". Aquest gol seria nomenat més tard com a "Gol de la temporada" de l'Europa League. El seu primer gol a la Premier League va arribar el 20 de desembre en la victòria per 2-1 contra el Burnley a White Hart Lane.
L'1 de març de 2015, Lamela va jugar la final de la Copa de la Lliga, sortint de la banqueta al minut 71 quan el Tottenham va perdre 2-0 davant el Chelsea.
Lamela va acabar la temporada amb un retorn de només dos gols de la Premier League, sis en totes les competicions. No obstant això, va ser el principal proveïdor d'assisències de l'equip, amb un total de deu en totes les competicions.

#### Temporada 2015-16
Lamela va continuar sent un jugador clau al Tottenham de Pochettino a la temporada 2015-16, ajudant a l'equip a aconseguir el tercer lloc del rècord del club a la Premier League.
Lamela seria prolífic a la fase de grups de la UEFA Europa League. El seu primer gol de la temporada va ser en una victòria per 3-1 sobre el Qarabağ FK el 17 de setembre de 2015. L'1 d'octubre va marcar fora contra l'Mònaco. El 10 de desembre, va marcar un hattrick, el primer de la seva carrera professional, en el partit de tornada.
El 26 de setembre, Lamela va marcar el seu primer gol de la temporada a la Premier League en una victòria a casa per 4-1 contra el Manchester City. Va acabar la temporada amb cinc gols a la Premier League, el seu millor total fins ara.

#### Temporada 2016-17

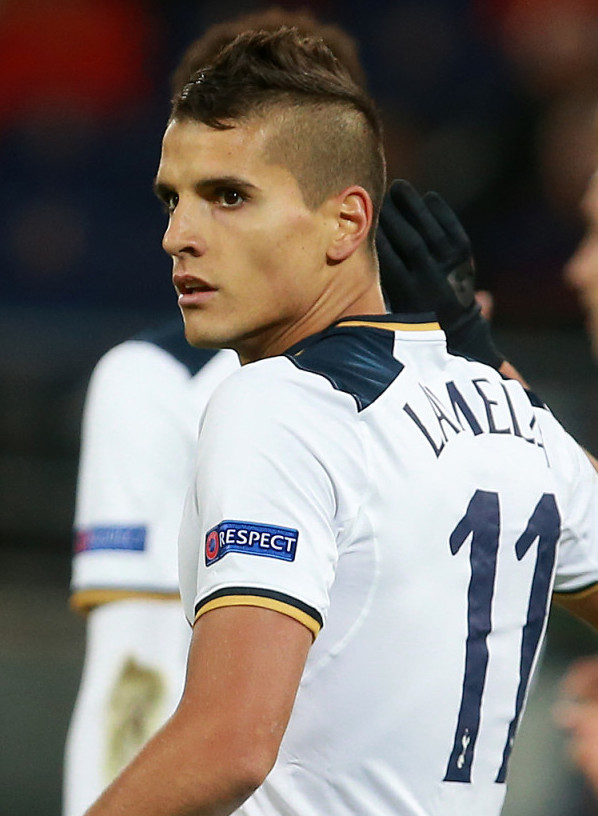
Lamela jugant al Tottenham Hotspur FC el 2016

Lamela va marcar amb un cop de cap a la segona part el primer dia de la temporada 2016-17 en un empat 1-1 contra l'Everton a Goodison Park. No obstant això, una lesió al maluc a finals d'octubre el va deixar sense condicions per als partits durant un llarg període i va acabar la seva temporada.

#### Temporada 2017-18
Després de més d'un any de baixa a causa de la lesió al maluc que va requerir dues operacions, Lamela va aparèixer al partit de visita de la Premier League contra el Leicester el 28 de novembre de 2017 com a substitut. Va assistir a l'únic gol dels Spurs, però el partit va acabar amb una derrota per 2-1. Va seguir amb el seu primer inici de lliga de la temporada en una victòria a casa per 2-0 contra el Brighton el 13 de desembre de 2017. Va marcar el seu primer gol de la temporada en la victòria per 2-0 contra Newport County en la repetició de la quarta ronda de la FA Cup el 7 de febrer de 2018.

#### Temporada 2018-19
El 20 de juliol de 2018, Lamela va signar una nova pròrroga de quatre anys del seu contracte amb el Tottenham fins al 2022.
Lamela va marcar el seu primer gol de la temporada 2018-19 després d'entrar com a substitut en el partit contra el Liverpool que els Spurs van perdre per 2-1. També va marcar en el següent partit de lliga contra el Brighton en una victòria per 2-1, seguit d'un altre gol en el següent partit de la Copa EFL contra el Watford. El 3 d'octubre, Lamela va marcar el segon gol del Tottenham en la derrota per 4-2 a casa davant el FC Barcelona a la fase de grups de la UEFA Champions League 2018-19; va ser el gol número 8.000 de la història de la Champions. Va fer el seu primer inici de lliga de la temporada en el partit fora de casa contra el West Ham United, marcant l'únic gol que va aconseguir una victòria per 1-0. Va ser un substitut no utilitzat a la final de la UEFA Champions League 2019 en què els Spurs van perdre 2-0 davant el Liverpool.

#### Temporada 2019-20
Lamela va marcar el seu primer gol de la temporada 2019-20 contra el Manchester City el 17 d'agost de 2019. Més tard va registrar la seva primera assistència de la temporada en el mateix partit, establint el gol de Lucas Moura i ajudant el Tottenham a empatar 2-2 fora de casa.

#### Temporada 2020-21
Lamela va ser titular als quarts de final de la Copa Carabao contra el Chelsea. Va empatar amb el seu primer gol de la temporada, després va marcar el seu penal a la tanda de penals per 5-4 després de l'empat 1-1. El gener de 2021, va ser multat després d'incomplir la normativa COVID-19 per assistir a una festa de Nadal i va ser deixat fora de l'equip en diversos partits. El 14 de març, Lamela va sortir de la banqueta i va marcar una rabona per ajudar els Spurs a prendre el lideratge al derbi del nord de Londres, però posteriorment va ser expulsat per una segona targeta groga i els Spurs van caure amb una derrota per 2-1. El gol va ser votat gol de la temporada per partit del dia. El gol també va guanyar més tard el Premi Puskás de la FIFA 2021 com el millor gol de l'any.

### Sevilla
El 26 de juliol de 2021, Lamela va fitxar pel Sevilla en un contracte d'intercanvi per Bryan Gil. Va marcar dos gols en el seu debut a la Lliga en la victòria per 3-0 sobre el Rayo Vallecano.

## Carrera internacional

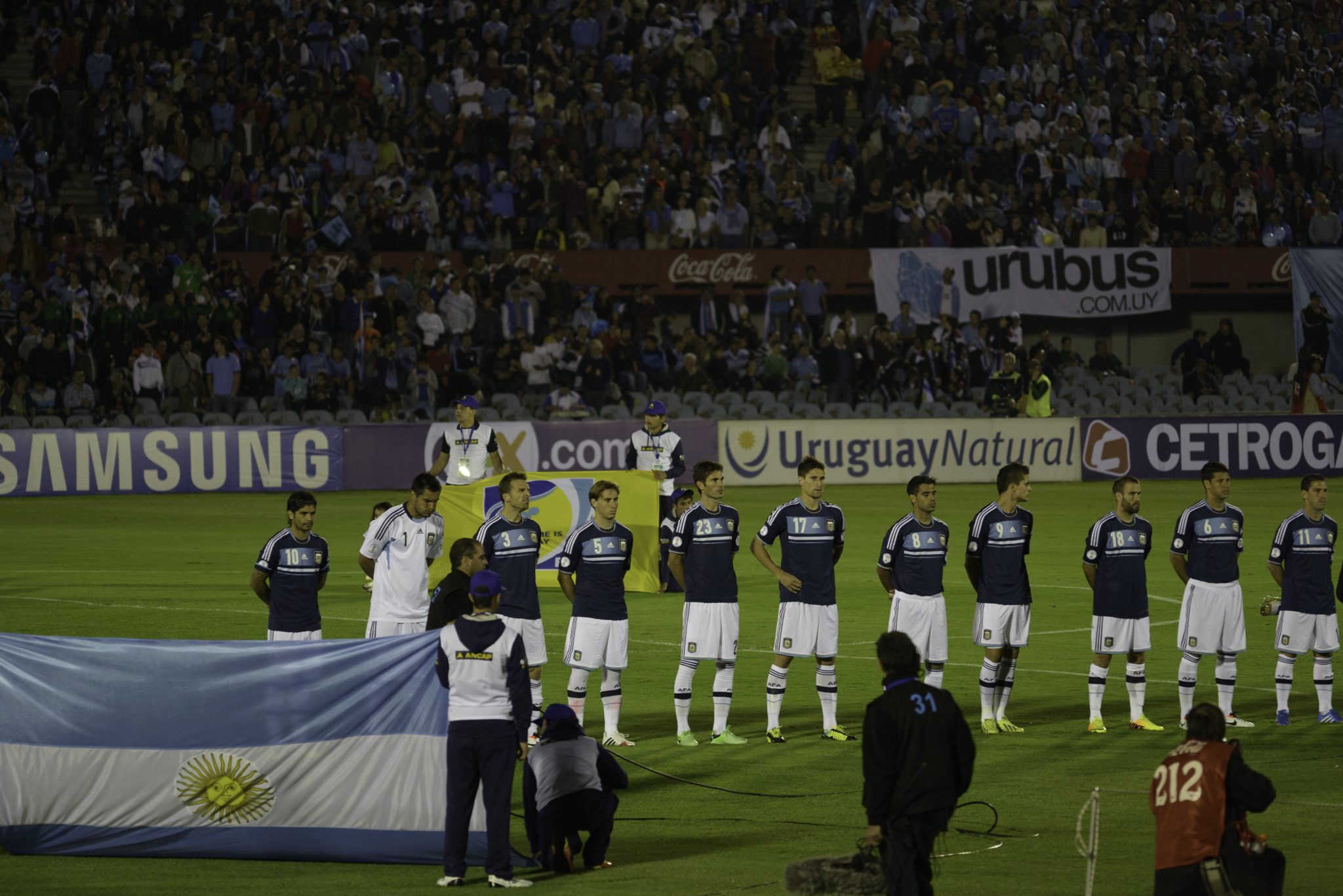
Lamela (quart des de la dreta) formant amb l'Argentina el 2013, contra l'Uruguai.

Lamela va participar en la Copa del Món Sub-20 de la FIFA 2011 amb la selecció argentina sub-20 i va marcar tres gols en quatre partits.
Lamela va debutar amb la selecció argentina el 25 de maig de 2011 en un amistós contra el Paraguai.
El 3 de setembre de 2014, Lamela va marcar el seu primer gol per a la selecció sènior, posant l'Argentina per davant per 2-0 contra Alemanya, en una eventual victòria per 4-2 en una represa de la final de la Copa del Món.
El maig de 2015, Lamela va ser seleccionada per l'entrenador Gerardo Martino a la selecció argentina per a la Copa Amèrica 2015 celebrada a Xile.
El 2016, Lamela va ser seleccionat per l'entrenador Gerardo Martino a la selecció argentina per a la Copa Amèrica 2016. Lamela va formar part del conjunt argentí que va córrer a la final. Va participar en tots els partits de la fase de grups de l'Argentina i va marcar un gol en la victòria per 3-0 contra Bolívia amb un tir lliure de llarg recorregut. Va tornar a marcar en la victòria per 4-1 als quarts de final contra Veneçuela minuts després de ser substitut. A la final contra Xile, només va aparèixer com a substitut en la pròrroga al minut 111, que Xile va guanyar per 4–2 als penals.
El novembre de 2018, Lamela va ser convocat amb la selecció argentina després d'una absència de dos anys.

## Palmarès
Roma
- Subcampió de la Copa Itàlia: 2012–13

Tottenham Hotspur
- Subcampió de la Lliga de Futbol/Copa EFL: 2014–15,[69] 2020–21[70]
- Subcampió de la UEFA Champions League: 2018–19[71]

Sevilla FC
- Lliga Europa de la UEFA: 2022-23[72]

Argentina
- Subcampió de la Copa Amèrica: 2015, 2016

Individual
- Gol del mes de la Premier League: març de 2021[73]
- Gol de la temporada de la Premier League: 2020-21[74]
- Premi Puskas de la FIFA: 2021 [75]